# Julius Nieuwland

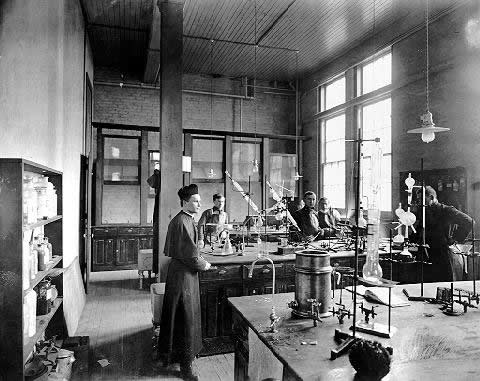
Julius Nieuwland in zijn laboratorium (1931).

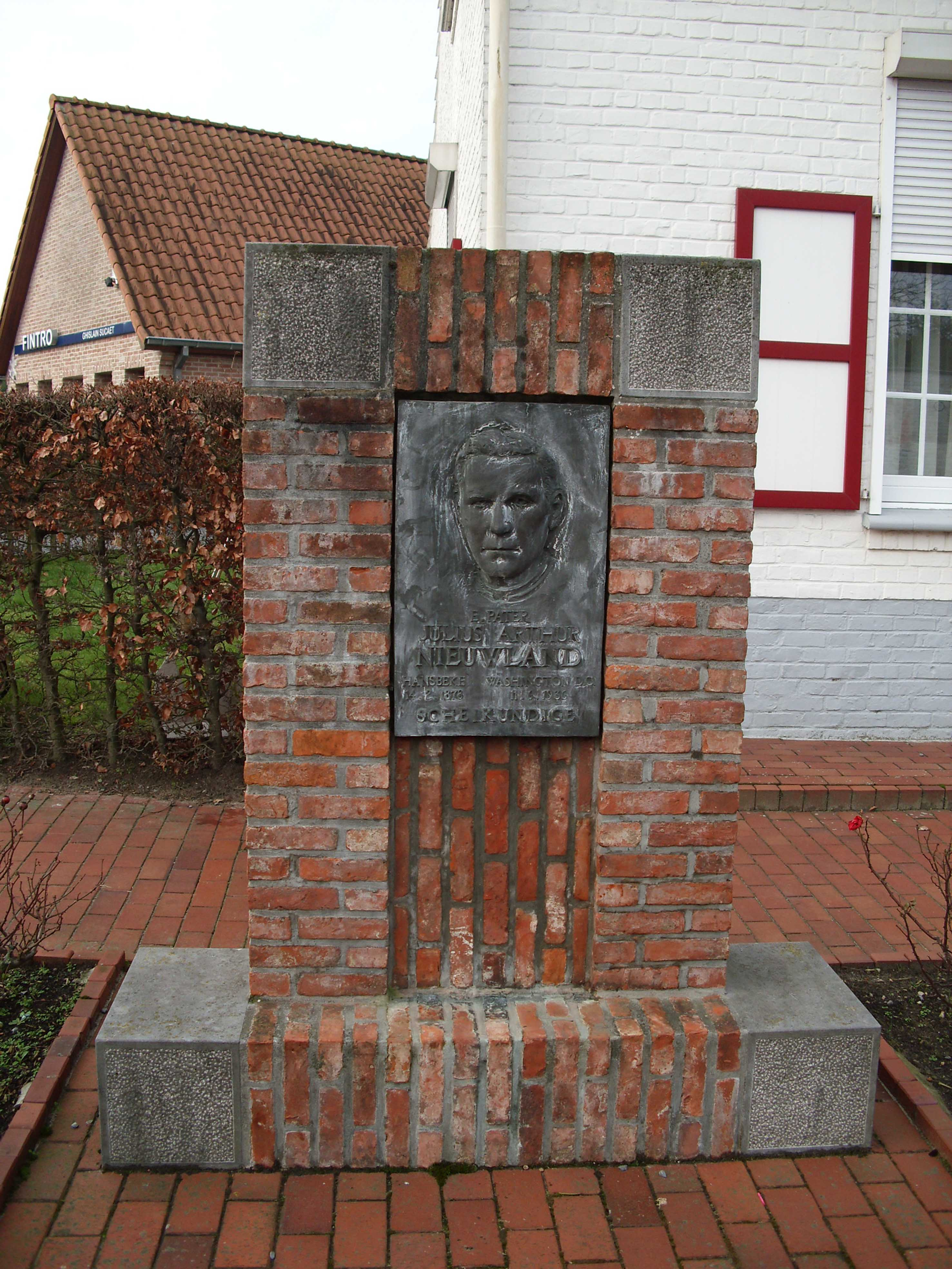
Monument in zijn geboortedorp Hansbeke.

Julius Arthur Nieuwland, C.S.C. (Hansbeke, 14 februari 1878 – Washington, D.C., 11 juni 1936) was een Belgisch priester, botanicus en scheikundige die bekendstaat voor zijn ontdekking van synthetisch rubber, neopreen. Hij had ook een Amerikaans paspoort.

## Biografie
Hij was amper twee jaar oud toen hij met zijn ouders - Joannes Baptiste Nieuwland met Philomena Van Hoecke - naar Indiana in de Verenigde Staten emigreerde. In 1892 trad hij in bij de Congregatie van het Heilige Kruis (C.S.C.) en studeerde van 1899 tot 1903 theologie aan de Katholieke Universiteit van Amerika in Washington, D.C.. Op 19 december 1903 werd hij priester gewijd.
Van 1904 tot 1918 was hij professor botanica en van 1918 tot 1936 professor organische chemie aan de Universiteit van Notre Dame in South Bend, Indiana. Hij richtte in 1909 het tijdschrift The Midland Naturalist op, waarin hij zijn ontdekkingen en ervaringen publiceerde. Zijn artikelen en zijn studies maakten hem in de hele wereld beroemd.
Voor zijn prestaties op scheikundig gebied heeft hij verscheidene onderscheidingen ontvangen. Zo ontving hij in 1933 de John M. Moorehead-onderscheiding van de International Acetylene Association. In 1935 werd hem door de American Chemical Society de hoogste Amerikaanse onderscheiding aangeboden: de Nichols Medal, voor zijn synthesen op basis van onverzadigd hypercarboneum, waarmee hij neopreen op basis van acetyleen had kunnen vervaardigen.
Nieuwland was de tweede Vlaming op Amerikaanse bodem die deze hoge onderscheiding ontving. Reeds eerder had Leo Baekeland voor zijn uitvinding van het bakeliet deze medaille ontvangen.
Tevens is de scoutsvereniging uit zijn geboortestad Hansbeke genoemd naar Julius, namelijk: Scouts en Gidsen Nieuwland.